# Emily Deming
Emily Deming (* 25. Februar 2007) ist eine US-amerikanische Tennisspielerin.

## Karriere
Deming spielt bislang fast ausschließlich Turniere auf der ITF Women’s World Tennis Tour, wo sie bisher aber noch keinen Titel gewinnen konnte.
2019 nahm sie an der Orange Bowl teil.
2022 trat sie im Juli mit einer Wildcard bei ihrem ersten Profiturnier beim W15 im Hauptfeld des Dameneinzels an, wo sie ihr Erstrundenmatch gegen Shatoo Mohamad gewann, dann aber gegen Sara Daavettila klar in zwei Sätzen mit 0:6 und 0:6 verlor. Im August trat sie bei den USTA Billie Jean King Girls 16s and 18s National Championships an.
2024 erhielt sie zusammen mit Ann Li eine Wildcard für das Hauptfeld im Damendoppel der Cymbiotika San Diego Open, ihrem ersten Turnier auf der WTA Tour. Die beiden verloren ihre Auftaktbegegnung gegen Ulrikke Eikeri und Guo Hanyu mit 5:7 und 2:6.
2025 wurde Emily Deming nationale Meisterin der U18.

## College Tennis
Deming spielt ab 2023 für das Damentennisteam der Bulldogs der University of Georgia.